# Компактификация Бора
Компактификация Бора топологической группы G — это бикомпактная топологическая группа H, которая может быть канонически ассоциирована с группой G. Её важность состоит в сведении теории равномерно почти периодических функций на G к теории непрерывных отображений на H. Концепция названа именем датского математика Харальда Бора, который первым начал изучение почти периодических функций на вещественной прямой.

## Определения и основные свойства
Если задана топологическая группа G, компактификация Бора группы G  — это бикомпактная топологическая группа  {\displaystyle \mathbf {Bohr} (G)} и непрерывный гомоморфизм
{\displaystyle \mathbf {b} \colon G\to \mathbf {Bohr} (G),}
который является универсальным по отношению к гомоморфизмам в бикомпактные группы. Это означает, что если K является другой бикомпактной топологической группой и
{\displaystyle f\colon G\to K}
является непрерывным гомоморфизмом, то имеется единственный непрерывный гомоморфизм
{\displaystyle \mathbf {Bohr} (f)\colon \to K,}
такой что {\displaystyle f=\mathbf {Bohr} (f)\circ b}f = Bohr(f) ∘ b.
Теорема.  Компактификация Бора существует и единственна с точностью до изоморфизма.
Обозначим компактификацию Бора группы G через {\displaystyle \mathbf {Bohr} (G),} а каноническое отображение через
{\displaystyle \mathbf {b} :G\rightarrow \mathbf {Bohr} (G).}
Соответствие {\displaystyle G\mapsto \mathbf {Bohr} (G)} определяет ковариантный функтор на категории топологических групп и непрерывных гомоморфизмов.
Компактификация Бора тесно связана с теорией конечномерных унитарных представлений топологических групп.  Ядро группы b состоит в точности из тех элементов группы  G, которые не могут быть отделены от тождественного элемента группы G конечномерным унитарным представлением.
Компактификация Бора сводит также многие проблемы теории почти периодических функций на топологических группах к проблемам функций на компактных группах.
Ограниченная непрерывная комплекснозначная функция f на топологической группе G является однородно почти периодической тогда и только тогда, когда множество правых переносов {\displaystyle _{g}f}, где
{\displaystyle [{}_{g}f](x)=f(g^{-1}\cdot x),}
относительно компактно в равномерной топологии при изменении g в G.
Теорема. Ограниченная непрерывная комплекснозначная функция f на G равномерно почти периодична, если существует непрерывная функция {\displaystyle f_{1}} на {\displaystyle \mathbf {Bohr} (G)} (единственно определённая), такая что
{\displaystyle f=f_{1}\circ \mathbf {b} .}

## Максимально почти периодические группы
Топологические группы, для которых отображение компактификации Бора инъективно, называются максимально почти периодическими (МПП группами).  В случае, если G локально компактная связная группа, МПП группы полностью определены — это в точности произведение компактных групп на векторные группы конечной размерности.